# Óscar. Una pasión surrealista
Óscar. Una pasión surrealista es una película española con la que debutó como guionista, director y productor Lucas Fernández.
La película se inspira en la biografía de Óscar Domínguez, artista nacido en Tenerife y afincado en Francia, que cultivó el surrealismo a principios del siglo XX, combinando el arte con una agitada vida personal. La tragedia del pintor, que se suicidó en 1954 por la enfermedad de acromegalia que sufría, le sirve al cineasta para hablar de la locura, la pasión y la muerte.

## Sinopsis
Narra dos vidas paralelas, la del pintor Óscar Domínguez (Joaquim de Almeida) inmerso en el París más bohemio de la primera mitad del siglo XX, y la de Ana (Victoria Abril), ubicada en el Madrid actual, una abogada a quien se le diagnostica una terrible enfermedad.
Ana, después de diagnosticársele la enfermedad, desesperada por orientar su vida, recibe la visita de dos expertos en arte, que creen que ella cuenta, entre su patrimonio, con un valioso cuadro del pintor surrealista Óscar Domínguez. Se trata de la última obra de un artista que vivió entre la pasión y los excesos antes de suicidarse, acomplejado por su terrible acromegalia. Como última ilusión, Ana inicia la búsqueda del cuadro con la ayuda de su amiga Eva y su novio Román.